# Nannie Wallenberg
Jeanne (Nannie) Wallenberg, ursprungligen Nyström, född 3 augusti 1885 i Stockholm, död 21 november 1962 i Merano i Italien, var en svensk societetskvinna.
Hon var fosterdotter till bankdirektören Knut Agathon Wallenberg och Alice Wallenberg. År 1908 gifte hon sig med godsägarsonen Helge Lybeck från Östra Ed i nuvarande Valdemarsviks kommun. Med Knut Agathon Wallenbergs finansiering kunde paret 1909 köpa Fogelviks slott beläget på en holme i Valdemarsviken. Nannie Wallenberg bodde där med familjen, som med tiden kom att innefatta fem barn, fram till 1924, då hon begärde skilsmässa och flyttade till Merano, där hon gifte om sig med Otto Pantzer och med honom drev ett av stadens största hotell. Nannie Wallenberg skilde sig senare även från Pantzer. Dottern Olga i första äktenskapet var gift med Börje af Klint.